# Mario De Luca
Mario De Luca (Napoli, 30 aprile 1908 – Napoli, 1º luglio 1980) è stato un economista italiano.

## Biografia
Nato a Napoli il 30 aprile del 1908, vi morì il 1º luglio del 1980. Coniugato con Annunziata Capolino, non ebbe figli. Datosi con passione agli studi, si fece notare e apprezzare da Augusto Graziani (1865-1944), che lo ebbe molto caro, anche perché favorevolmente colpito dall'impegno che in quei suoi studi egli metteva: li coltiva, scriveva compiaciuto ad Achille Loria [cfr. A. Allocati (a cura di), Carteggio Loria-Graziani, Roma, Ministero per i beni culturali e ambientali, 1990, p. 204], «con grande assiduità ed è informatissimo della letteratura economica». Benché, a stretto rigore, discepolo suo, al quale egli offriva (con gratitudine l'allievo ricorderà) continuo «incoraggiamento e consiglio nel cammino aspro del perfezionamento scientifico» [cfr. M. De Luca, "In memoria di Augusto Graziani", in Studi economici, 1946/1, p. 73], fu vicino pure a Guglielmo Masci (1889-1941), e sulla cattedra di Economia politica che era stata loro sarebbe poi succeduto. Impervio e accidentato fu però il cammino che lo condusse a coprirla. Libero docente di Economia politica (1935), aveva iniziato l'insegnamento universitario svolgendo, per incarico, il corso di Storia delle dottrine economiche nella Facoltà di Giurisprudenza dell'ateneo napoletano. Lo terrà, ininterrottamente, dal 1º novembre 1935 al 31 ottobre 1947. E non senza tribolazioni, costretto com'era a dividersi fra Lecce, dove trascorreva, ricorda ancora Graziani (cfr. Allocati, op. cit., pp. 203-204) i primi quattro giorni della settimana, avendo ottenuto il permesso di concentrare l'insegnamento di materie giuridiche ed economiche, di cui era titolare, nel locale istituto tecnico-commerciale, e l'ateneo napoletano, al quale riservava i rimanenti due giorni. Vincitore, nel 1948, del concorso a cattedra di Economia politica, il primo bandito dopo la lunga interruzione seguita alla guerra e all'immediato dopoguerra (l'ultimo si era svolto nel lontano 1939), fu chiamato dall'Università di Catania a insegnare Economia politica, la disciplina che lo aveva visto ternato. E a lungo in quell'ateneo sarebbe rimasto (era diventato, alla scadenza del triennio di prova, professore ordinario), passando dieci anni dopo all'Università di Bari, chiamatovi a insegnare Politica economica e finanziaria nella Facoltà di Economia e Commercio di quell'Ateneo. La meta agognata, l'ateneo napoletano, si andava così, non solo geograficamente, lentamente avvicinando: nel 1959, De Luca sarebbe stato chiamato infatti a ricoprire, con voto unanime dalla Facoltà di Giurisprudenza dell'Università di Napoli, oggi Università Federico II, la cattedra di Economia politica, dopo averla tenuta l'anno precedente per incarico: l'avrebbe degnamente illustrata fino al collocamento fuori ruolo per raggiunti limiti di età (1978). Molteplici le problematiche a cui si interessò, che trovano approfondimenti, spesso rilevanti, negli scritti qui appresso elencati. Si occupò, ci si limita sommariamente a rammentare, di teorie della produzione, di commercio internazionale, di politica monetaria, di sviluppo economico, con non marginali «incursioni» nel campo della storia delle dottrine economiche, la disciplina che, come menzionato, aveva a lungo per incarico professato. La sua fede liberale, mai barattata con più vantaggiose prosaiche scelte, ebbe modo di trovare forse la sua prima «ufficializzazione» nella collaborazione a un foglio clandestino – la Barricata – che si pubblicò nella Napoli delle «quattro giornate», nei giorni cioè della rivolta cittadina (vicenda poi esaltata assai più di quanto la modestissima rilevanza militare dell'evento giustifichi) contro le truppe tedesche che, incalzate dagli anglo-americani, si ritiravano risalendo lentamente la penisola, non senza abbandonarsi, quasi fosse diventato loro irrinunciabile costume, a nefandezze varie. Un foglio, quello menzionato, che non a caso tenne a presentarsi, nel sottotitolo, come «organo del movimento liberale italiano»: e intimamente liberale Mario De Luca fu e a giusta ragione tenne, negli anni, a rivendicare di essere. Uomo schivo sì ma non arido d'animo, egli ha lasciato, in chi lo conobbe, un ricordo fatto di nostalgico apprezzamento, vuoi per l'acume nell'argomentare, di cui dava quotidiana testimonianza, vuoi per le ricorrenti manifestazioni di disponibilità, che si coloravano a volte d'affetto. L'unico ritratto, sintetico ma incisivo, dell'uomo e dello studioso è, a conoscenza di chi scrive, quello offerto da Cesare Imbriani [cfr. «Mario De Luca (1908-1980)», in AA.VV., Allocazione delle risorse e politica economica nelle economie contemporanee, Milano, Giuffrè, 1984, pp. 249-252].

## Opere

### Libri e monografie
Credito e ciclo economico, Napoli, Lorenzo Alvano Editore, 1933.
Dinamica dei costi generali di produzione, Napoli, Amodio, 1936.
Aspetti ciclici della distribuzione del reddito, Napoli, Amodio, 1938.
Risparmio e investimento nell'economia corporativo-autarchica, Napoli, Amodio, 1939.
Manuale di scienza delle finanze, Napoli, Editrice Humus, 1944.
Profili economici della distribuzione al dettaglio dei beni, Napoli, Casa editrice I.E.S., 1947.
La “diffusione” dei costi di produzione, Napoli, Morano, 1949.
Di alcuni moderni aspetti della teoria e della politica dei traffici internazionali, Catania, Studi di Economia e Statistica, Facoltà di Economia e Commercio, 1951.
Istituzioni di scienza economica, in due volumi, Napoli, Morano, 1959 (varie edizioni).
Il credito di lunga e media scadenza all'industria italiana dall'Unificazione ad oggi, Bologna, Zanichelli, 1962.
Ordinamento tributario italiano e produttività, Milano, Franco Angeli, 1958.
L'artigianato della Basilicata: caratteristiche, problemi, prospettive, Roma, Ministero dell'Industria e del Commercio, 1962.
Lezioni di politica economica, Caserta, Scuola Superiore della Pubblica Amministrazione, 1966. 
Gli economisti napoletani del Settecento e la politica dello sviluppo, Napoli, Morano, 1969.
Scienza economica e politica sociale nel pensiero di Antonio Genovesi, Napoli, Unione delle Camere di commercio, industria e agricoltura, 1970.

### Saggi
«Un secolo di progresso scientifico italiano: 1915-1939», in Società per il progresso delle scienze, Un secolo di progresso sicientifico italiano (1839-1939), vol. VI: «Scienze economiche e sociali», Roma, 1939.
«Circuito bellico dei capitali e ripresa economica nel dopoguerra», in Studi economici, 1942/2-3.
«Modalità e fini del “piano” economico», in Studi economici, 1943/1.
«I “consigli di gestione” e il mercato del lavoro», in Studi economici, 1947/1.
«L'economia mondiale dell'energia motrice nel momento attuale», in Studi economici, 1950/2-3.
«Una determinante essenziale dello sviluppo delle economie arretrate», in G. U. Papi (a cura di), Teoria e politica dello sviluppo economico, Milano, Giuffrè, 1954.
«Un nuovo tipo di elasticità della domanda e alcune sue applicazioni», in Studi economici, 1955/1-2.
«Recenti innovazioni legislative in tema di imposta sui profitti ed esigenze della produzione», in Studi economici, 1956/1.
«“Comunità economiche” e movimento di fattori produttivi», in Studi economici, 1959/6.
«Edilizia residenziale e sviluppo economico», in Rassegna economica (del Banco di Napoli), 1960/2.
«Strumenti comunitari (C.E.E.) di finanziamento delle economie arretrate», in Studi economici, 1960/1.
«Rimedi alternativi allo squilibrio tra consumi privati e consumi pubblici», in Rivista di politica economica, 1962/12.
«Aree depresse e “sottosviluppate”», in Rivista internazionale di scienze sociali, 1962/5.
«Un punto oscuro della politica di sviluppo economico del Mezzogiorno», in Rassegna economica (del Banco di Napoli), 1962/3.
«Coalizioni industriali e oligopoli nell'ambito della Cee», in Rivista di politica economica, 1963/12.
«Determinazione di ulteriori criteri di scelta tra “sviluppo equilibrato” e “sviluppo squilibrato”», in Rivista internazionale di scienze sociali, 1963/3.
«Le banche ordinarie e il credito mobiliare», in Rivista bancaria - Minerva bancaria, 1963/5-6.
«Formule di riduzione degli squilibri economici territoriali», in Rassegna economica (del Banco di Napoli), 1964/1.
«Il nuovo ordine internazionale», in Rassegna economica (del Banco di Napoli), 1964/2.
«In tema di relazioni tra risparmio e sviluppo», in Rivista di politica economica, 1965/12.
«Conseguenze economiche dell'esodo dalle campagne sulle località di partenza», in Rassegna economica (del Banco di Napoli), 1965/2.
«Liquidità bancaria e investimenti congiunturali», in Rivista di politica economica, 1966/12.
«Limiti di validità e difficoltà di attuazione della politica monetaria ai fin della stabilità», in Rivista internazionale di scienze sociali, 1968/1. 
«La controversia regola-discrezione nella politica monetaria e il progresso tecnico», in AA.VV., Scritti in onore di Giordano Dell'Amore, Milano, Giuffrè, 1969.
«Ancora sulla controversia tra marginalisti e antimarginalisti in tema di teoria dell'impresa», in Rivista di politica economica, 1969/10.
«Teoria marginalistica e distribuzione del reddito», in Rivista di politica economica, 1971/1.
«Implicazioni teoriche di nuovi aspetti dei traffici internazionali», in Rivista di politica economica, 1971/12.
«A proposito del “turismo d'esplorazione”», in Rassegna economica (del Banco di Napoli), 1971/6.
«Un caso di sviluppo “bilanciato”: l'esempio del Messico», in Rivista di politica economica, 1972/11.
«Alcune osservazioni sulla “nuova” inflazione», in Giornale degli economisti, 1974/7-8.
«Scelte di settore e sviluppo economico regionale», in Rassegna economica (del Banco di Napoli), 1974/4.
«Economie di scala, ricerca di sicurezza e dimensioni dell'impresa», in Rivista di politica economica, 1975/1.
«Azione sindacale e ripresa dell'industria italiana», in La Tribuna, 1975/45.
«Problemi di una società “diversa” e crisi dell'economia keynesiana», in Rivista di politica economica, 1976/4.
«Un inedito limite di validità della “legge dei tre settori”», in Rassegna economica (del Banco di Napoli), 1977/9-10.
«Il problema dell'efficienza nella gestione di imprese da parte di non proprietari», in Rivista di politica economica, 1079/4.
«La politica di sostegno della domanda effettiva: contraddizioni, carenze», in Rassegna economica (del Banco di Napoli), 1979/9-10.
«Inflazione, disoccupazione, recessione: l'alternativa periodica tra politica della domanda e politica dell'offerta», in AA.VV., Studi di statistica e di economia in onore di Libero Lenti, Milano, Giuffrè, vol. II, 1979.
«In tema di teoria del commercio internazionale: “supply-oriented” e “demad-oriented”», in Giornale degli economisti, 1980/5-6.
«La dinamica di lungo periodo del “tasso di attività”», in Rassegna economica (del Banco di Napoli), 1980/2.
«L'innovazione finanziaria nelle relazioni Est-Ovest», in Economia italiana, 1980/2.

### Necrologi
«In memoria di Guglielmo Masci», in Studi economici, 1941/1.
«In memoria di Augusto Graziani», in Studi economici, 1946/1.
«In memoria di Publio Mengarini», in Studi economici, 1949/3-4.
«Un economista e un meridionalista: Angelo Fraccacreta», in Studi economici, 1951/1-2.
«Angelo Fraccacreta», in Rivista di politica economica, 1951/5.

### Varia
«Scheme for a more efficient system of income declaration», February, 1944, in Allied Control Commission, Finance Sub-Commission, Revenue Sub-Section, Tax revision, Record Group No. 319, Bx 111, The National Archives, Washington,  pp. 5959-5960.
«A proposito di una nuova teoria della finanza», in Studi economici, 1948/1. 
«A proposito dell'edizione italiana di un trattato di economia», in Studi economici, 1960/4-5.
«A proposito di un trattato di finanza pubblica», in Studi economici, 1961/5-6.
«Un trattato di economia finanziaria», in Rassegna economica (del Banco di Napoli), 1962/1.
«Prefazione» al volume di A. Fraccacreta, Scritti meridionali, Napoli-Foggia-Bari, C.E.S.P., 1966. 
«“Principio dei costi comparati” o “principio dei saggi comparati”? A proposito di uno scritto del prof. Del Punta», in Rivista di politica economica, 1978/6.